# Hamburg Challenger
L'Hamburg Challenger è  un torneo professionistico maschile di tennis giocato ad Amburgo, in Germania, facente parte dell'ATP Challenger Tour. Inaugurato nel 1995 sui campi indoor in sintetico del Racket Inn, si è disputato fino al 2003 ad eccezione del biennio 1997-1998. Fu dismesso nel 2004 ed è tornato a far parte del circuito Challenger nel 2019 sui campi indoor in cemento del DTB-Stützpunkt, sempre ad Amburgo. Non si è svolta l'edizione del 2021.

## Albo d'oro

### Singolare maschile
| Anno      | Campione                | Finalista           | Punteggio     |
| --------- | ----------------------- | ------------------- | ------------- |
| 2024      | Henri Squire            | Clément Chidekh     | 6–4, 6–2      |
| 2023      | Illja Marčenko          | Dennis Novak        | 6–2, 6–3      |
| 2022      | Alexander Ritschard     | Henri Laaksonen     | 7–5, 6–5 rit. |
| 2021      | Non disputato           | Non disputato       | Non disputato |
| 2020      | Tarō Daniel             | Sebastian Ofner     | 6–1, 6–2      |
| 2019      | Botic van de Zandschulp | Sebastian Ofner     | 6–1, 6–2      |
| 2018 2004 | Non disputato           | Non disputato       | Non disputato |
| 2003      | Mario Ančić             | Rafael Nadal        | 6–2, 6–3      |
| 2002      | Raemon Sluiter          | Neville Godwin      | 6–1, 6–3      |
| 2001      | Michaël Llodra          | Jan Vacek           | 6–4, 6–3      |
| 2000      | Alexander Popp          | Andy Fahlke         | 6–3, 6–2      |
| 1999      | Vladimir Volčkov        | Axel Pretzsch       | 4–6, 6–3, 7–6 |
| 1998 1997 | Non disputato           | Non disputato       | Non disputato |
| 1996      | Kenneth Carlsen         | Frederik Fetterlein | 6–3, 4–6, 6–3 |
| 1995      | David Prinosil          | Martin Sinner       | 6–1, 6–4      |

### Doppio maschile
| Anno      | Campioni                           | Finalisti                               | Punteggio            |
| --------- | ---------------------------------- | --------------------------------------- | -------------------- |
| 2024      | Mattia Bellucci Rémy Bertola       | Karol Drzewiecki Patrik Niklas-Salminen | 6–4, 7–5             |
| 2023      | Dennis Novak Akira Santillan       | Alexandru Jecan Mick Veldheer           | 6–4, 3–6, [10–3]     |
| 2022      | Treat Conrad Huey Max Schnur       | Dustin Brown Julian Lenz                | 7–6(6), 6–4          |
| 2021      | Non disputato                      | Non disputato                           | Non disputato        |
| 2020      | Marc-Andrea Hüsler Kamil Majchrzak | Lloyd Glasspool Alex Lawson             | 6–3, 1–6, [20–18]    |
| 2019      | James Cerretani Maxime Cressy      | Ken Skupski John-Patrick Smith          | 6–4, 6–4             |
| 2018 2004 | Non disputato                      | Non disputato                           | Non disputato        |
| 2003      | Aleksandar Kitinov Magnus Larsson  | Todd Perry Jim Thomas                   | 4–6, 7–6(7), 7–6(10) |
| 2002      | Mark Merklein Paul Rosner          | Wesley Moodie Shaun Rudman              | 6–3, 6–4             |
| 2001      | Julian Knowle Lorenzo Manta        | Karsten Braasch Jens Knippschild        | 6–3, 7–6(4)          |
| 2000      | Tomáš Cibulec Leoš Friedl          | Mark Gienke Florian Jeschonek           | 4–6, 6–3, 6–2        |
| 1999      | Michael Kohlmann Filippo Veglio    | Martín García Cristiano Testa           | 6–4, 7–6             |
| 1998 1997 | Non disputato                      | Non disputato                           | Non disputato        |
| 1996      | Tomáš Krupa Pavel Vízner           | Karsten Braasch Patrik Kühnen           | 6–3, 7–5             |
| 1995      | David Prinosil Martin Sinner       | Clinton Ferreira Aleksandar Kitinov     | 6–2, 6–3             |

### Singolare femminile
| Anno | Campionessa     | Finalista           | Punteggio     |
| ---- | --------------- | ------------------- | ------------- |
| 2024 | Mona Barthel    | Sonay Kartal        | 6-4, 7-6(6)   |
| 2023 | Julija Avdeeva  | Ella Seidel         | 6–4, 7–6(2)   |
| 2022 | Rebeka Masarova | Ysaline Bonaventure | 6–4, 6–3      |
| 2021 | Antonia Ružić   | Timea Babos         | 6–2, 4–1 rit. |

### Doppio femminile
| Anno | Campionesse                           | Finaliste                             | Punteggio |
| ---- | ------------------------------------- | ------------------------------------- | --------- |
| 2024 | Madeleine Brooks Isabelle Haverlag    | Riya Bhatia Lian Tran                 | 6–3, 6–2  |
| 2023 | Tayisiya Morderger Yana Morderger     | Julija Avdeeva Ekaterina Maklakova    | 6–1, 6–4  |
| 2022 | Miriam Kolodziejová Jesika Malečková  | Veronika Erjavec Malene Helgø         | 6–4, 6–2  |
| 2021 | Alicia Barnett Samantha Murray Sharan | Eliessa Vanlangendonck Lucie Wargnier | 6–0, 6–1  |